# ㄲ
Ssanggiyeok (litera: ㄲ, kor. 쌍디귿, w Korei Północnej doengieuk, kor. 된기윽) – spółgłoska tylnojęzykowa należąca do grupy pisma hangul, do oznaczenia spółgłoski zwartej miękkopodniebiennej bezdźwięcznej [k]. Według transkrypcji McCune’a-Reischauera spółgłoska brzmi "kk".. Powstała na podstawie litery ㄱ.
Dźwięk spółgłoski brzmi jak mocne "k".

## Pismo

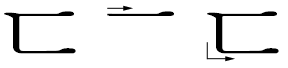
Kolejność stawiania kresek